# Peter Outerbridge
Peter Outerbridge (Toronto, 30 giugno 1966) è un attore canadese.

## Biografia
Nato e cresciuto a Toronto, si iscrive all'Università di Victoria per studiare recitazione. Da qui inizia a prendere parte ad alcuni film come Kissed, Meglio del cioccolato e Mission to Mars. Nel 2004 prende parte alla serie televisiva I misteri di Murdoch ma soprattutto nello stesso anno si farà notare nell'interessante serie cult canadese ReGenesis, partecipando in veste di protagonista e in qualità di scienziato capo della Task Force NorBAC, serie durata 4 stagioni fino al 2008. Sempre nel 2008, prenderà parte al primo episodio della prima stagione di Fringe e nel 2009 interpreta William Easton nel film Saw VI. Nel 2014 interpreta Hank Johanssen nella serie televisiva Orphan Black. A partire dal 2019 è tra i personaggi ricorrenti della serie televisiva The Umbrella Academy.

## Vita privata
Dal 2000 è sposato con l'attrice Tammy Isbell, da cui ha avuto due figli gemelli.

## Filmografia

### Cinema
- Paris, France, regia di Jerry Ciccoritti (1993)
- Cool Runnings - Quattro sottozero (Cool Runnings), regia di Jon Turteltaub (1993)
- Replikator, regia di G. Philip Jackson (1994)
- The Michelle Apts., regia di John Pozer (1995)
- Kissed, regia di Lynne Stopkewich (1996)
- Escape Velocity, regia di Lloyd A. Simandl (1998)
- Meglio del cioccolato (Better Than Chocolate), regia di Anne Wheeler (1999)
- Mission to Mars, regia di Brian De Palma (2000)
- Marine Life, regia di Anne Wheeler (2000)
- Doppia indagine (Double Frame), regia di Stefan Scaini (2000)
- Men with Brooms, regia di Paul Gross (2002)
- The Bay of Love and Sorrows, regia di Tim Southam (2002)
- Oscure presenze a Cold Creek (Cold Creek Manor), regia di Mike Figgis (2003)
- La terra dei morti viventi (Land of the Dead), regia di George A. Romero (2005)
- Slevin - Patto criminale (Lucky Number Slevin), regia di Paul McGuigan (2006)
- 436 - La profezia (Population 436), regia di Michelle MacLaren (2006)
- Saw VI, regia di Kevin Greutert (2009)
- Saw 3D - Il capitolo finale (Saw 3D), regia di Kevin Greutert (2010) - cameo non accreditato
- Silent Hill: Revelation 3D (Silent Hill: Revelation), regia di Michael J. Bassett (2012)
- Haunter, regia di Vincenzo Natali (2013)
- Shut In, regia di Farren Blackburn (2016)
- Level 16, regia di Danishka Esterhazy (2018)
- Code 8, regia di Jeff Chan (2019)
- The Oak Room, regia di Cody Calahan (2020)
- Close to You, regia di Dominic Savage (2023)

### Televisione
- 21 Jump Street - serie TV, 1 episodio (1990)
- Il commissario Scali (The Commish) - serie TV, 9 episodi (1991-1993)
- Nightmare Cafe, serie TV - 1 episodio (1992)
- Highlander - serie TV, 1 episodio (1995)
- Oltre i limiti (The Outer Limits), serie TV, 3 episodi (1995)
- Nikita - serie TV, 1 episodio (1997)
- Millennium - serie TV, 9 episodi (1998-1999)
- Pianeta Terra - Cronaca di un'invasione (Earth: Final Conflict) - serie TV, 1 episodio (2001)
- Il camaleonte assassino (The Pretender 2001), regia di Frederick King Keller – film TV (2001)
- Detective Monk (Monk) - serie TV, episodio 1x09 (2002)
- 24 - serie TV, 2 episodi (2003)
- Miracles - serie TV, 1 episodio (2003)
- The Murdoch Mysteries - serie TV, 3 episodi (2004-2005)
- ReGenesis - serie TV, 52 episodi (2004-2008)
- Un delitto da milioni di dollari (Murder in the Hamptons), regia di Jerry Ciccoritti (2005)
- Apocalypse - L'apocalisse (Apocalypse) - miniserie TV, regia di John Lafia (2006)
- Heartland - serie TV, 1 episodio (2008)
- Fringe - serie TV, 1 episodio (2008)
- Sanctuary - serie TV, 1 episodio (2008)
- Happy Town - serie TV, 7 episodi (2010)
- Nikita - serie TV, 18 episodi (2010)
- The Listener - serie TV, 2 episodi (2011-2012)
- Suits - serie TV, 1 episodio (2012)
- Beauty and the Beast - serie TV, 3 episodi (2012)
- Bomb Girls - serie TV, 14 episodi (2012)
- Orphan Black - serie TV, 5 episodi (2014)
- I misteri di Murdoch (Murdoch Mysteries) - serie TV, episodio 8x15 (2015)
- Zoo - serie TV, 9 episodi (2016)
- Incorporated - serie TV, 3 episodi (2016)
- Designated Survivor - serie TV, 2 episodi (2016)
- The Expanse - serie TV, 4 episodi (2017)
- The Umbrella Academy - serie TV, 3 episodi (2019)
- V Wars - serie TV, 9 episodi (2019)
- Hudson & Rex - serie TV, 1 episodio (2020)
- Batwoman - serie TV, 9 episodi (2021)
- In the Dark - serie TV, 4 episodi (2022)
- Sullivan's Crossing - serie TV (2023-in corso)
- Kakegurui (Bet) - serie TV, 2 episodi (2025-in corso)

## Doppiatori italiani
Nelle versioni in italiano delle opere in cui ha recitato, Peter Outerbridge è stato doppiato da:
- Massimo Lodolo in Un delitto da milioni di dollari, Silent Hill: Revelation 3D, Orphan Black, V Wars
- Francesco Prando in Doppia indagine, Detective Monk, Saw VI
- Roberto Chevalier in Cool Runnings - Quattro sottozero, ReGenesis
- Stefano Benassi in Designated Survivor, Batwoman
- Angelo Maggi in Happy Town, Shut In
- Fabio Boccanera in Nightmare Cafe
- Vittorio De Angelis in Michael Hayes
- Antonio Palumbo in Slevin - Patto criminale
- Enrico Di Troia in 436 - La profezia
- Tony Sansone in Apocalypse - L'apocalisse
- Roberto Pedicini in Heartland
- Paolo Maria Scalondro in The Expanse
- Danilo De Girolamo ne Il commissario Scali
- Patrizio Cigliano in The Listener
- Fabrizio Pucci in Millennium
- Ennio Coltorti in Taken
- Sergio Romanò in Code 8
- Edoardo Nordio in Code 8 (ridoppiaggio)
- Massimo Rossi in Departure
- Gerolamo Alchieri in The Umbrella Academy